# Bundeswettbewerb Informatik
Der Bundeswettbewerb Informatik (BwInf) ist ein seit 1980 jährlich durchgeführter bundesweiter Wettbewerb für Schüler, der das Interesse an der Informatik wecken und anwendungsbezogenes Denken fördern möchte. In drei Runden werden schließlich fünf bis sieben Bundessieger und fünf bis sieben weitere Preisträger ermittelt. Die Bundessieger werden in der Regel ohne besonderes Aufnahmeverfahren in die Studienstiftung des deutschen Volkes aufgenommen. Weiterhin werden Geld- und Sachpreise vergeben. Der Bundeswettbewerb Informatik ist eine Möglichkeit zur Qualifikation zur Teilnahme an der Internationalen Olympiade in Informatik (International Olympiad in Informatics, IOI).
Träger des Wettbewerbes sind die Gesellschaft für Informatik (GI), die IuK-Gruppe der Fraunhofer-Gesellschaft und das Max-Planck-Institut für Informatik in Saarbrücken. Finanziell gefördert wird der Wettbewerb außerdem vom Bundesministerium für Bildung und Forschung (BMBF). Die Schirmherrschaft über den Wettbewerb hat der Bundespräsident. Der Wettbewerb gehört zu den von der Kultusministerkonferenz anerkannten gesamtstaatlich geförderten Schüler- und Jugendwettbewerben.

## Teilnahmeberechtigte
Teilnahmeberechtigt sind Jugendliche und junge Erwachsene, bis zum 21. Lebensjahr. Sie dürfen jedoch bis zum 1. September des jeweiligen Jahres ihre (informatikbezogene) Ausbildung nicht abgeschlossen oder eine Berufstätigkeit begonnen haben. Personen, die an einer Hochschule studieren, sind ausgeschlossen, falls sie nicht gleichzeitig noch die Schule besuchen.

## Ablauf
Der Bundeswettbewerb Informatik beginnt und endet im September und besteht aus drei Runden. In den ersten beiden Runden sind Aufgaben in Heimarbeit zu bearbeiten und zu dokumentieren; Gruppenarbeit ist dabei nur in der ersten Runde erlaubt. In der ersten Runde sind in der Regel fünf einfache, in der zweiten Runde drei deutlich schwierigere Aufgaben zu bearbeiten. Zusätzlich finden sich in der ersten Runde zwei Junioraufgaben, die nur von Teilnehmern bis einschließlich Jahrgangsstufe 10 (im G8: Einführungsphase) gelöst werden dürfen.
In der ersten Runde kann man pro bearbeiteter Aufgabe zwischen einem und fünf Punkten bekommen und braucht mindestens zwölf Punkte aus den besten drei Aufgaben, um in die zweite Runde zu kommen. In der zweiten Runde muss man zwei der drei Aufgaben bearbeiten und sollte die Aufgabenstellungen außerdem selbst sinnvoll erweitern. Schließlich werden die besten ca. 30 Teilnehmer der zweiten Runde zur Endrunde eingeladen. Dort werden die Teilnehmer im Rahmen von je drei halbstündigen Einzelgesprächen und zwei fünfstündigen Gruppenarbeiten beurteilt. Am Ende werden etwa sechs Bundessieger und etwa sechs Preisträger gekürt und einige Sonderpreise (beste Einzelleistung, beste Gruppenleistung, bester Vortrag, beste Leistung unter den jüngeren Teilnehmern …) vergeben. Die Bundessieger werden in der Regel auch in die Studienstiftung des deutschen Volkes aufgenommen, auch wenn dies offiziell nicht automatisch geschieht.

## Auswahlverfahren für die Olympiaden-Mannschaften
Auf internationaler Ebene gibt es momentan drei Informatikolympiaden, an denen deutsche Teams teilnehmen: Die Internationale Olympiade für Informatik (IOI), die zentraleuropäische Olympiade für Informatik (CEOI) und die Baltische Olympiade für Informatik (BOI). Alle drei Olympiaden wurden auch schon in Deutschland veranstaltet, und zwar die IOI 1992 in Bonn, die CEOI 2003 in Münster, 2008 in Dresden und 2014 in Jena, sowie die BOI 2007 in Güstrow, 2013 in Rostock und 2022 in Lübeck.
Etwa zwölf Teilnehmer der Endrunde des Bundeswettbewerbes Informatik und weitere Teilnehmer von Jugend forscht qualifizieren sich für die Auswahlseminare zu den jährlichen Informatikolympiaden. Aus diesen wird im Laufe von drei oder vier Lehrgängen das vierköpfige (für die BOI sechsköpfige) deutsche Team gebildet, das betreut durch eine zweiköpfige Teamleitung zu den Olympiaden reisen darf.

## Personelles
Vorsitzender des Beirats ist seit 2014 Till Tantau (Universität Lübeck). Vorsitzender des Aufgabenausschusses ist Peter Rossmanith (RWTH Aachen). Seit 1999 ist Wolfgang Pohl Geschäftsführer des Bundeswettbewerbs Informatik bei der Gesellschaft für Informatik. Davor hatten Gabriele Reich (1993 – 1999) an der Universität Tübingen und Peter Heyderhoff (1985 – 1992) am GMD – Forschungszentrum Informationstechnik die Geschäftsführung des Bundeswettbewerbs Informatik.

## Statistik
| Jahr      | Wettbewerbsnummer | Teilnehmer 1. Runde | Teilnahmeberechtigte 2. Runde | Teilnehmer 2. Runde |
| --------- | ----------------- | ------------------- | ----------------------------- | ------------------- |
| 2023/2024 | 42                | 1711                | 1070                          | 228                 |
| 2022/2023 | 41                | 1637                | 1068                          | 312                 |
| 2021/2022 | 40                | 1615                | 964                           | 217                 |
| 2020/2021 | 39                | 1725                | 1104                          | 376                 |
| 2019/2020 | 38                | 1462                | 786                           | 210                 |
| 2018/2019 | 37                | 1682                | 997                           | 211                 |
| 2017/2018 | 36                | 1463                | 828                           | 154                 |
| 2016/2017 | 35                | 1406                | 746                           | 232                 |
| 2015/2016 | 34                | 1318                | 473                           | 163                 |
| 2014/2015 | 33                | 1140                | 457                           | 161                 |
| 2013/2014 | 32                | 1189                | 668                           | 189                 |
| 2012/2013 | 31                | 1187                | 544                           | 179                 |
| 2011/2012 | 30                | 596                 | 330                           | 90                  |
| 2010/2011 | 29                | 999                 | 557                           | 161                 |